# Seres
Seres — марка электромобилей, выпускаемых Chongqing Sokon Industry Group. Некоторые дочерние компании носят такое же название.

## В Китае
- В апреле 2021 года компания Seres запустила в производство обновлённый Seres SF5 при сотрудничестве с Huawei[6][7][8].
- В марте 2023 года бренд AITO был переименован в Huawei Aito[9][10].

## Продукция

### Seres
- Seres 7.
- Seres 5.
- Seres 3[11][12].
- Seres E1.

- Seres 3
- Seres SF5

### AITO
AITO является брендом, под которым компания Seres сотрудничает с Huawei.
- AITO M5
- AITO M7
- AITO M9

- AITO M5
- AITO M5 EV
- AITO M7

## Концепт-кары
- Seres SF6 (2018)
- Seres SF7 (2018)